# Antoni Robota
Antoni Robota (ur. 2 stycznia 1864 w Gostomi, zm. 22 grudnia 1928 w Jedłowniku) – polski duchowny katolicki, działacz narodowy i społeczny na Górnym Śląsku.

## Życiorys
Urodził się 2 stycznia 1864 w Gostomi koło Białej jako syn Hieronima i Agnety z domu Thomallana. Był spokrewniony z Władysławem Robotą, który również został księdzem, a także z polskim działaczem Filipem Robotą. Ukończył szkołę elementarną, a następnie uczęszczał do Królewskiego Gimnazjum w Prudniku. Świadectwo dojrzałości uzyskał w Prudniku w 1884. Studiował na Wydziale Teologicznym Uniwersytetu Wrocławskiego.
23 czerwca 1888 we Wrocławiu przyjął święcenia kapłańskie. Został wikariuszem w parafii św. Mikołaja w Raciborzu–Starej Wsi. Od 2 października 1889 pracował w parafii św. Bartłomieja w Głogówku. W 1890 został kuratusem lokalii Matki Bożej Różańcowej w Rudzie. 26 października 1892 został proboszczem parafii Trójcy Świętej w Gorzowie Śląskim. Odpowiadał za budowę nowego kościoła w Gorzowie Śląskim.
Aby szerzyć polskie postawy wśród miejscowej ludności, założył w Rudzie Towarzystwo św. Alojzego, a w Gorzowie Śląskim Stowarzyszenie Młodzieńców. Przywracał język polski w nabożeństwach i odpowiadał za organizację polskich przedstawień. Przez swoją działalność narodową spotkał się z szykanowaniem ze strony administracji pruskiej. Pod naciskiem władz, w 1901 został przeniesiony do parafii św. Bartłomieja w Ruptawie, gdzie został administratorem, a następnie proboszczem. Od 8 stycznia 1903 administrował parafią św. Mikołaja w Reptach, a od 9 listopada 1916 był proboszczem parafii Wniebowzięcia Najświętszej Maryi Panny we Włochach koło Namysłowa.
Po zakończeniu I wojny światowej i odzyskaniu niepodległości przez Polskę, Robota prowadził we Włochach agitację polską „na szeroką skalę”. Domagał się przyłączenia powiatu namysłowskiego do Polski. Jego działalność spotkała się z protestami ludności niemieckiej. Został aresztowany przez władze niemieckie i skazany na trzy miesiące więzienia „za podburzanie”. Nie odsiedział kary, lecz musiał opuścić Włochy. Podupadł na zdrowiu po tym, jak został pobity. Trafił na leczenie w Jastrzębiu.

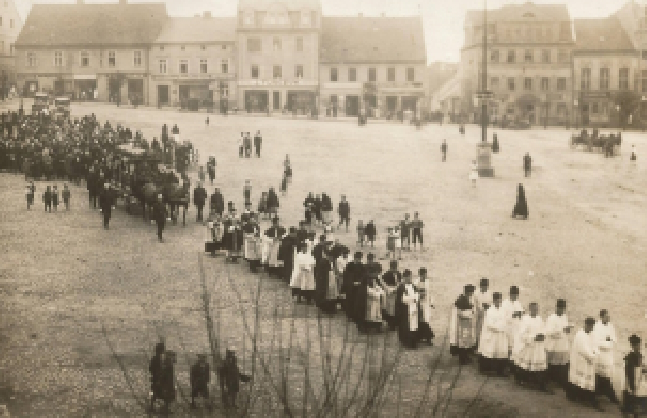
Pogrzeb ks. Roboty na Rynku w Wodzisławiu Śląskim

Zamieszkał w Jedłowniku, gdzie 4 sierpnia 1921 został proboszczem parafii św. Barbary. Był dziekanem Dekanatu wodzisławskiego. Biskup August Hlond mianował go dziekanem honorowym. Został odznaczony Krzyżem Oficerskim Orderu Odrodzenia Polski. W 1928 został członkiem Koła Inteligencji Powiatu Prudnickiego. Zmarł 22 grudnia 1928 w Jedłowniku, gdzie został pochowany. Uroczystość pogrzebowa odbyła się w styczniu 1929 w Wodzisławiu Śląskim i Jedłowniku.

## Upamiętnienie
W 2006 imię ks. Antoniego Roboty utrzymała ulica w Wodzisławiu Śląskim.